# Michał Antoniewicz
Michał Antoniewicz   (Cracòvia, 7 de juliol de 1897 - Austin, 1 de desembre de 1989) va ser un genet polonès que va competir durant la dècada de 1920.
El 1928 va prendre part en els Jocs Olímpics d'Amsterdam, on va disputar quatre proves del programa d'hípica. Guanyà la medalla de plata en la prova del concurs de salts d'obstacles per equips, formant equip amb Kazimierz Szosland i Kazimierz Gzowski, i la de bronze en el concurs complet per equips, formant equip amb Józef Trenkwald i Karol Rómmel. En les altres dues proves aconseguí resultats més discrets.